# جائورو
جائورو (به پرتغالی: Jauru) یک منطقهٔ مسکونی در برزیل است که در ماتو گروسو واقع شده‌است. جائورو ۱٫۲۱۷٬۴۸۰ کیلومتر مربع مساحت و ۸٬۵۸۲ نفر جمعیت دارد.